# Smodicum brunneum
Smodicum brunneum là một loài bọ cánh cứng trong họ Cerambycidae.